# Palisades Park
Palisades Park is een plaats (borough) in de Amerikaanse staat New Jersey, en valt bestuurlijk gezien onder Bergen County.

## Demografie
Bij de volkstelling in 2000 werd het aantal inwoners vastgesteld op 17.073.
In 2006 is het aantal inwoners door het United States Census Bureau geschat op 19.306, een stijging van 2233 (13,1%).

## Geografie
Volgens het United States Census Bureau beslaat de plaats een oppervlakte van
3,3 km², waarvan 3,1 km² land en 0,2 km² water.

## Plaatsen in de nabije omgeving
De onderstaande figuur toont nabijgelegen plaatsen in een straal van 4 km rond Palisades Park.

## Geboren
- Joan Bennett (27 februari 1910), actrice